# نانشيانغ
نانشيانغ (بالصينية: 南雄市) هي مدينة من مدن الصين.

## المناخ
يظهر الجدول التالي التغييرات المناخية على مدار السنة لنانشيانغ:
| البيانات المناخية لـنانشيانغ                     | البيانات المناخية لـنانشيانغ | البيانات المناخية لـنانشيانغ | البيانات المناخية لـنانشيانغ | البيانات المناخية لـنانشيانغ | البيانات المناخية لـنانشيانغ | البيانات المناخية لـنانشيانغ | البيانات المناخية لـنانشيانغ | البيانات المناخية لـنانشيانغ | البيانات المناخية لـنانشيانغ | البيانات المناخية لـنانشيانغ | البيانات المناخية لـنانشيانغ | البيانات المناخية لـنانشيانغ | البيانات المناخية لـنانشيانغ |
| الشهر                                            | يناير                        | فبراير                       | مارس                         | أبريل                        | مايو                         | يونيو                        | يوليو                        | أغسطس                        | سبتمبر                       | أكتوبر                       | نوفمبر                       | ديسمبر                       | المعدل السنوي                |
| ------------------------------------------------ | ---------------------------- | ---------------------------- | ---------------------------- | ---------------------------- | ---------------------------- | ---------------------------- | ---------------------------- | ---------------------------- | ---------------------------- | ---------------------------- | ---------------------------- | ---------------------------- | ---------------------------- |
| الدرجة القصوى °م (°ف)                            | 27.5 (81.5)                  | 31.1 (88.0)                  | 32.0 (89.6)                  | 34.4 (93.9)                  | 36.4 (97.5)                  | 37.2 (99.0)                  | 39.5 (103.1)                 | 40.4 (104.7)                 | 37.9 (100.2)                 | 36.2 (97.2)                  | 34.2 (93.6)                  | 29.0 (84.2)                  | 40.4 (104.7)                 |
| متوسط درجة الحرارة الكبرى °م (°ف)                | 14.0 (57.2)                  | 15.5 (59.9)                  | 18.6 (65.5)                  | 24.4 (75.9)                  | 28.6 (83.5)                  | 31.5 (88.7)                  | 34.0 (93.2)                  | 33.6 (92.5)                  | 30.7 (87.3)                  | 27.0 (80.6)                  | 21.7 (71.1)                  | 16.5 (61.7)                  | 24.7 (76.4)                  |
| المتوسط اليومي °م (°ف)                           | 9.5 (49.1)                   | 11.4 (52.5)                  | 14.6 (58.3)                  | 20.2 (68.4)                  | 24.1 (75.4)                  | 26.9 (80.4)                  | 28.8 (83.8)                  | 28.4 (83.1)                  | 25.9 (78.6)                  | 21.9 (71.4)                  | 16.4 (61.5)                  | 11.2 (52.2)                  | 19.9 (67.9)                  |
| متوسط درجة الحرارة الصغرى °م (°ف)                | 6.4 (43.5)                   | 8.5 (47.3)                   | 11.7 (53.1)                  | 17.0 (62.6)                  | 20.7 (69.3)                  | 23.7 (74.7)                  | 24.9 (76.8)                  | 24.7 (76.5)                  | 22.4 (72.3)                  | 18.0 (64.4)                  | 12.4 (54.3)                  | 7.2 (45.0)                   | 16.5 (61.7)                  |
| أدنى درجة حرارة °م (°ف)                          | −2.1 (28.2)                  | −1.4 (29.5)                  | −1.0 (30.2)                  | 5.3 (41.5)                   | 11.3 (52.3)                  | 16.0 (60.8)                  | 19.7 (67.5)                  | 20.7 (69.3)                  | 14.8 (58.6)                  | 6.3 (43.3)                   | 1.5 (34.7)                   | −4.1 (24.6)                  | −4.1 (24.6)                  |
| الهطول مم (إنش)                                  | 62. (2.4)                    | 105.6 (4.16)                 | 174.1 (6.85)                 | 214.9 (8.46)                 | 217.0 (8.54)                 | 212.2 (8.35)                 | 140.7 (5.54)                 | 140.3 (5.52)                 | 104.5 (4.11)                 | 44.2 (1.74)                  | 46.5 (1.83)                  | 36.3 (1.43)                  | 1٬498٫3 (58.93)              |
| متوسط الرطوبة النسبية (%)                        | 73                           | 77                           | 81                           | 81                           | 80                           | 80                           | 75                           | 77                           | 76                           | 70                           | 70                           | 68                           | 76                           |
| المصدر: China Meteorological Data Service Center |                              |                              |                              |                              |                              |                              |                              |                              |                              |                              |                              |                              |                              |